# Michal Benedikovič
Michal Benedikovič (ur. 31 maja 1923  – zm. 18 kwietnia 2007) – piłkarz słowacki grający na pozycji pomocnika. W swojej karierze rozegrał 7 meczów w reprezentacji Czechosłowacji.

## Kariera klubowa
W swojej karierze piłkarskiej Benedikovič grał w takich klubach jak: ZSJ Kovosmalt Trnawa i Sokol NV Bratysława. W latach 1950 i 1951 wywalczył ze Slovanem dwa tytuły mistrza Czechosłowacji.

## Kariera reprezentacyjna
W reprezentacji Czechosłowacji Benedikovič zadebiutował 25 września 1949 w przegranym 1:3 meczu Pucharu Dr. Gerö z Austrią, rozegranym w Wiedniu. W 1954 roku został powołany do kadry na mistrzostwa świata w Szwajcarii. Na tym turnieju nie wystąpił w żadnym meczu. Od 1949 do 1952 roku rozegrał w kadrze narodowej 7 spotkań.